# Brahin (meteorito)
El meteorito de Brahin es un meteorito de clase pallasita encontrado en 1807 cerca de Brahin (actualmente Bielorrusia). También es conocido como meteorito de Bragin o Bragim. Este fue el segundo meteorito encontrado en el Imperio ruso. Es bastante común entre los coleccionistas debido a su precio asequible.

## Historia
En 1807, algunos granjeros de Kaporenki, una aldea del raión de Brahin, encontraron dos fragmentos de 80 kg y 20 kg del meteorito. Los fragmentos fueron enviados a los científicos por el administrador del distrito Graf Rakitsky.
Durante la Segunda Guerra Mundial, las muestras de Brahin fueron robadas en Kiev por soldados alemanes y algunas muestras también desaparecieron en Minsk.
En 2002 se encontró un fragmento de 227 kilogramos a una profundidad de 3 metros en el extremo norte del campo de esparcido de Brahin.

## Composición y clasificación

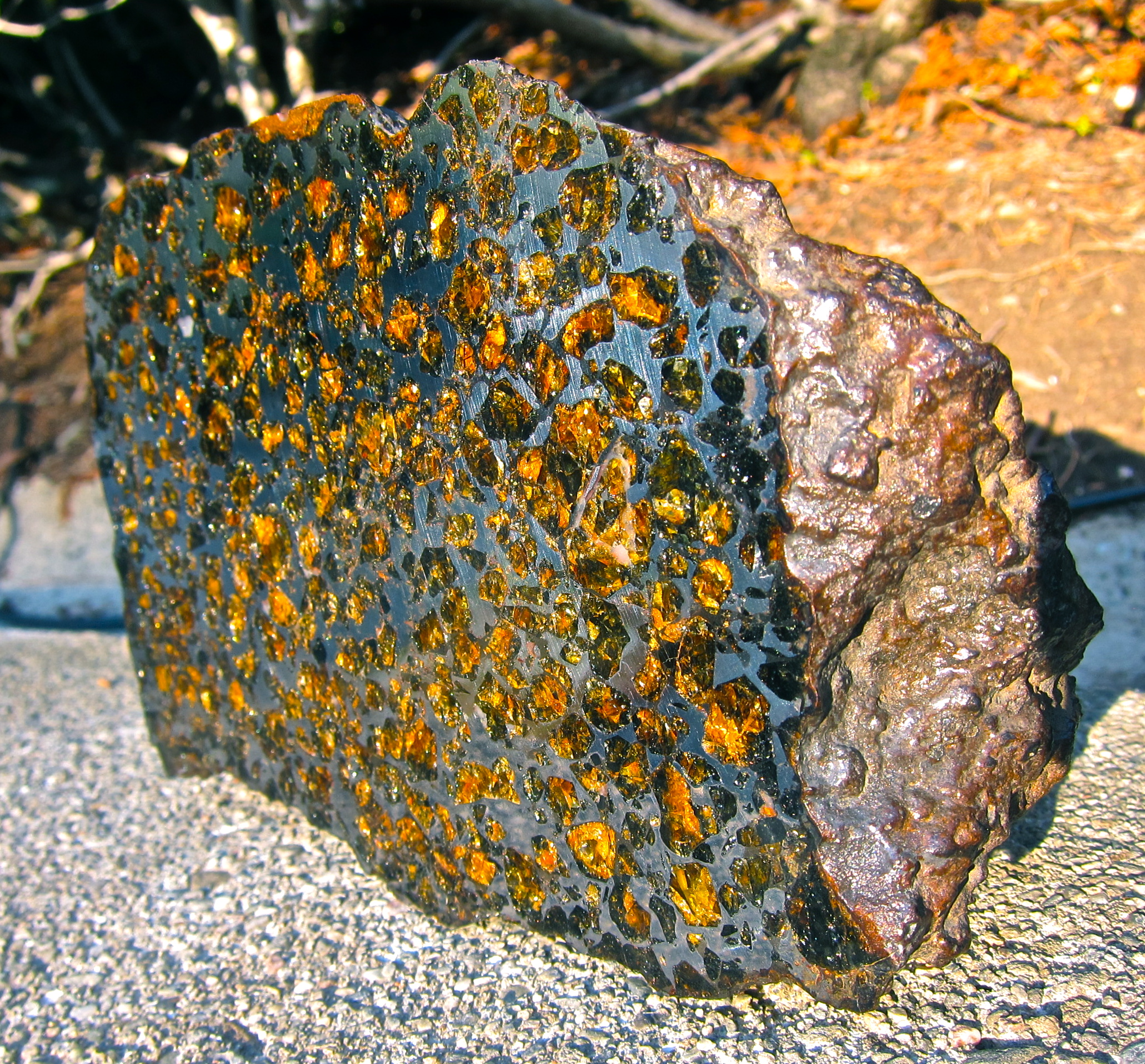
Meteorito Brahin, pallasita. Pieza final de 3 kg, cortada y pulida.

El meteorito de Brahin es una pallasita del grupo principal, con olivino de forma angular incrustado en una matriz de hierro y níquel. Los cristales de olivino representan aproximadamente el 37% del peso del meteorito.
El descubrimiento de un nuevo fragmento en 1981 permitió ampliar la evaluación del contenido mineral del meteorito. Además de los minerales ya conocidos —olivino, camacita, taenita, schreibersita, troilita y stanfieldita—, el fragmento contenía pentlandita y cohenita.
Por otra parte, se ha establecido que el último evento térmico intenso en la historia cósmica de este meteorito tuvo lugar hace 4260 - 4200 millones de años; además, la temperatura de recalentamiento de su progenitor no excedió los 500 °C.

## Campo de esparcido
Los fragmentos del meteorito se encontraron en una zona de unos 15 kilómetros de largo y 3 kilómetros de ancho atravesada por el río Dniéper.
El área fue contaminada en 1986 durante el accidente de Chernóbil y ahora se encuentra en la zona de control periódico. Los meteoritos recuperados después del accidente son seguros y no están contaminados porque la radiación afecta solo a las primeras pulgadas del suelo. Sin embargo, la recolección de meteoritos en el área no es del todo segura.
El peso oficial total conocido es de 1050 kilogramos, pero probablemente esté subestimado.